# 马斯莱翁
马斯莱翁（法語：Masléon）是法国利穆赞大区上维埃纳省的一个市镇，属于利摩日区沙托纳拉福雷县。该市镇2009年时的人口为284人。

## 人口
马斯莱翁人口变化图示
| 数据来源：INSEE |